# Nador (provins)
Nador (arabiska: إقليم الناضور, franska: Province de Nador) är en provins i Marocko.   Den ligger i regionen Oriental, 400 km öster om huvudstaden Rabat. Antalet invånare är 728 634. Arean är 3 263 kvadratkilometer.